# Whispering
Pour les articles homonymes, voir Whisper.
Clip vidéo
[vidéo] « Frank Sinatra & Tommy Dorsey - Whispering », sur YouTube
[vidéo] « Whispering - Paul Whiteman », sur YouTube
[vidéo] « Boris Vian - Ah! si j'avais un franc cinquante », sur YouTube
Whispering (Chuchotement en anglais) est une chanson d'amour et un standard de jazz américain de 1920, reprise en particulier avec succès par Frank Sinatra & Tommy Dorsey en 1940,.

## Historique

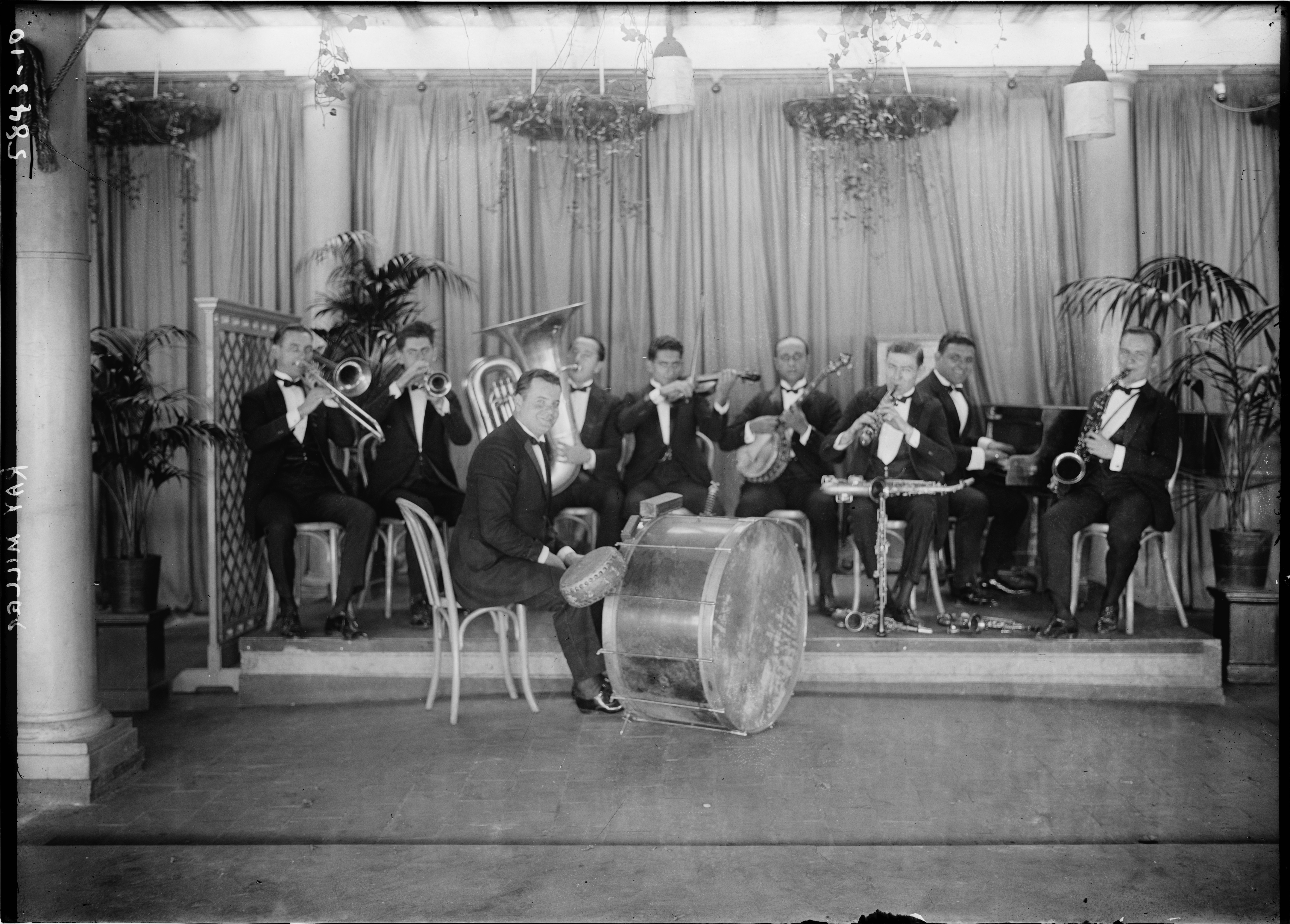
Ray Miller et son big band jazz, des années 1900.

John Schonberger, Malvin Schonberger, Richard Coburn et Vincent Rose écrivent et composent cette chanson sur le thème d'une chanson d'amour « Chuchotant pendant que tu te blottis près de moi, chuchotant pour que personne ne puisse m'entendre, chaque petit murmure semble me remonter le moral, je sais que c'est vrai qu'il n'y a personne de cher à part toi, tu me murmures pourquoi tu ne me quitteras jamais, chuchotant pourquoi tu ne me feras jamais de chagrin, chuchotant et disant que tu me crois, chuchotant que je t'aime... ».
Elle est enregistrée pour la première fois en 1920 par Ray Miller (en) et ses Black and White Melody Boys, puis reprise avec succès en divers versions, cette même année, par Paul Whiteman et son big band jazz, pour être n° 1 des ventes pendant 11 semaines aux États-Unis, vendue à plus de deux millions d'exemplaires. 
Elle fait partie des premiers tubes enregistrés par Frank Sinatra alors qu'il commence sa carrière en 1940 avec le big band jazz de Tommy Dorsey. 
Boris Vian en fait son indicatif musical, avec sa version humoristique french jazz Ah! si j'avais un franc cinquante, avec l'orchestre de Claude Luter (discographie de Boris Vian et de ses interprètes).

## Reprises et adaptations
Ce tube des années 1920 est repris par de nombreux interprètes, dont George Gershwin (1919), Al Bowlly (1932), Benny Goodman (avec Lionel Hampton, 1936), Frank Sinatra (avec le big band de Tommy Dorsey, 1940), Louis Armstrong (1949), Harry Belafonte (1949), Miles Davis (1951), Oscar Peterson (1951), Bing Crosby (1957), Claude Luter (1957), Boris Vian (en version humoristique french jazz Ah! si j'avais un franc cinquante, avec Claude Luter, 1968), Django Reinhardt (version jazz manouche, 1972), Arielle Dombasle (album Amor Amor, 2004)... 

## Au cinéma
Ce standard est repris pour quelques musiques de film, dont :
- 1941 : La Danseuse des Folies Ziegfeld, de Robert Z. Leonard, avec Lana Turner, Judy Garland et James Stewart
- 1944 : Greenwich Village, de Walter Lang
- 1945 : L'Horloge, de Vincente Minnelli, avec Judy Garland
- 1952 : Six filles cherchent un mari, d'Henry Levin
- 1956 : Tu seras un homme, mon fils, de George Sidney
- 1974 : Gatsby le Magnifique, de Francis Ford Coppola et Jack Clayton, avec Robert Redford, interprété par Paul Whiteman
- 1995 : Maudite Aphrodite, de et avec Woody Allen, interprété par Benny Goodman.

## Quelques distinctions
- 1920 : version big band jazz de Paul Whiteman, n° 1 des ventes aux États-Unis, vendue à plus de deux millions d'exemplaires.
- 1998 : Grammy Hall of Fame Awards.
- 2020 : Registre national des enregistrements du Congrès des États-Unis.